# 南昌中学站
南昌中学站（原名大岗站）位于中华人民共和国江西省南昌市红谷滩区生米街道三清山大道与吉安路交叉口，是南昌地铁2号线的地铁车站。车站于2017年8月18日随二号线通车启用。

## 车站结构
车站型式为地下一层侧式。

### 楼层
| 1层  | 地面               | 出入口                     |  |  |
| -1层 | 西站厅             | 自动售票机、客服中心       |  |  |
|      | 侧式站台，右侧开门 |                            |  |  |
|      |                    | █ 2号线 往南路（终点站）   |  |  |
|      |                    | █ 2号线 往南昌东站（生米） |  |  |
|      | 侧式站台，右侧开门 |                            |  |  |
|      | 东站厅             | 自动售票机、客服中心       |  |  |
| -2层 |                    | 换向通道                   |  |  |

### 出入口
本站共开放4个出入口。
| 编号                   | 指示                       | 图片   | 建议前往的目的地              |
| 东站厅                 | 东站厅                     | 东站厅 | 东站厅                        |
| ---------------------- | -------------------------- | ------ | ----------------------------- |
| 出口 · 1L              |                            |        |                               |
| 出口 · 2L · 升降机标志 | 三清山大道东侧，吉安路北侧 |        | 碧桂园中江·温泉城、洪州大道西 |
| 西站厅                 |                            |        |                               |
| 出口 · 3L              | 南昌中学                   |        | 三清山大道、洪州大道西        |
| 出口 · 4L · 升降机标志 |                            |        | 南路村                        |
| 註： 設有              |                            |        |                               |

## 历史
- 2013年1月30日公布的2号线延长线选线方案首次提出本站，名为生米南站[3]。
- 2013年11月5日《南昌市红谷滩新区九龙湖地下综合管沟工程环境影响评价第一次公示》确认本站建设[4][5][6]
- 2013年12月3日《南昌市红谷滩新区九龙湖地下综合管沟工程环境影响评价第二次公告（简本）》确认本站为地下一层侧式[7]
- 2014年4月1日《红谷滩新区九龙湖地下综合管沟工程办理《建设用地规划许可证》批前公示》确认本站的建设用地[8]。
- 2016年8月6日南昌晚报报道了地铁2、3号线车站改名情况；本站改名为大岗站[9]。
- 2024年11月28日，经南昌市民政局批准，2号线大岗站将更名为南昌中学站，[10]12月15日正式更名。[11]